# Glock 24
Die Glock 24 ist eine halbautomatische Pistole im Kaliber .40 S&W der Firma Glock. Die Waffe kann mit einem Magazin von 10 bis 22 Patronen ausgestattet werden, wobei das Standardmagazin 15 Patronen fasst. Sie wiegt ungeladen 840 Gramm und vereint einen besonders langen Verschluss mit einem Standard-Griffstück.